# Catching a Tiger
Catching a Tiger è l'album di debutto della cantante statunitense Lissie, pubblicato il 21 giugno 2010 dall'etichetta discografica Columbia Records nel Regno Unito e il 17 giugno dello stesso anno dall'etichetta discografica Fat Possum Records negli Stati Uniti.
Da esso sono stati pubblicati tre singoli: In Sleep, When I'm Alone e Cuckoo. Mentre il primo, pubblicato nell'aprile 2010, non è riuscito ad entrare in nessuna classifica, When I'm Alone, che è stato messo in commercio lo stesso giorno dell'album, ha raggiunto posizioni piuttosto basse in alcune classifiche europee. Cuckoo, pubblicato nell'agosto 2010, è entrato all'ottantunesima posizione della classifica britannica.

## Tracce
1. Record Collector (Elisabeth Maurus, Craig Dodds) - 3:44
2. When I'm Alone (Elisabeth Maurus, James Irvin, Julian Emery) - 3:41
3. In Sleep (Elisabeth Maurus, James Irvin, Julian Emery) - 4:58
4. Bully (Elisabeth Maurus, Bill Reynolds, Tyler Ramsey) - 3:44
5. Little Lovin' (Elisabeth Maurus, Angelo Petraglia) - 4:29
6. Stranger (Elisabeth Maurus, Bill Reynolds, Robert Meek) - 3:08
7. Loosen The Knot (Elisabeth Maurus, James Irvin, Julian Emery) - 3:30
8. Cuckoo (Elisabeth Maurus, James Irvin, Julian Emery) - 3:37
9. Everywhere I Go (Elisabeth Maurus, Curt Schneider) - 4:09
10. Worried About (Elisabeth Maurus) - 4:26
11. Look Away (Elisabeth Maurus) - 4:30
12. Oh Mississippi (Elisabeth Maurus, Ed Harcourt) - 3:23

## Classifiche
| Classifica (2010)  | Posizione massima |
| ------------------ | ----------------- |
| Austria            | 71                |
| Belgio (Fiandre)   | 86                |
| Europa             | 87                |
| Germania           | 27                |
| Grecia             | 27                |
| Irlanda            | 66                |
| Norvegia           | 4                 |
| Regno Unito        | 12                |
| Stati Uniti (Folk) | 5                 |
| Svizzera           | 48                |